# Navío Reina Doña Isabel II (1856)
El Reina Doña Isabel II fue el penúltimo navío de línea construido en España para la Armada Española y el último que se mantuvo activo. Su gemelo fue el Rey Don Francisco de Asís.

## Construcción
Su construcción se encargó en 1850 al Arsenal de la Carraca de Cádiz, empleando para el proceso el dique de San Luis. Tras su botadura en 1852, entró en servicio en 1856. Su diseño seguía los planos del antiguo navío Soberano (botado en 1771 como San Pablo) y su coste ascendió a 3 590 446 reales.
El Isabel II y el Francisco de Asís fueron navíos de línea bastante tardíos, quedando anticuados incluso antes de botarlos. Por aquellas fechas, los buques de vapor ya se comenzaban a utilizar cada vez más en las Armadas. Estos vapores de ruedas, aunque portaban mucha menos artillería, eran más maniobrables que los grandes navíos de línea, a los que fueron sustituyendo.
El mascarón de proa del navío representaba a la reina Isabel II con una túnica larga y el brazo derecho en alto.

## Historial
En el estado general de la Armada de 1858, figura como navío numeral 1 el Reina Doña Isabel II, de 86 cañones, construido en 1852 con destino en La Habana, adonde había llegado con 1500 soldados a bordo en espera de una posible intervención en México.
En 1859 acudió como buque insignia de la escuadra española en la guerra de África, participando en el bombardeo de la costa de Larache.
En el estado general de la Armada de 1860, aparece con los mismos datos, pero sin numeral ni destino. El mismo año el navío Reina Doña Isabel II se habilitó como buque escuela de cabos de cañón y marinería, labor que había realizado anteriormente su buque gemelo.
En el estado general de la Armada de 1863, figura con los mismos datos que en el de 1860, pero como escuela de guardiamarinas al mando del brigadier José Lozano y García.
En 1864, debido al mal estado de su casco, fondeó en Cartagena.
En septiembre de 1865 los cabos de cañón pasaron a la fragata Esperanza, mientras que los de marinería permanecieron en el Reina Doña Isabel II. 
En 1866 se convirtió en Academia de Música para las bandas de la Armada, hasta entonces ubicada en el Francisco de Asís. 
En el estado general de la Armada de 1870, no hay referencia al buque, por lo que debió ser dado de baja entre ambos estados generales.
Tras su etapa como Academia, fue convertido en pontón (fue desarbolado en 1867), y en estas funciones se convirtió en prisión durante la Rebelión cantonal, encerrando en él los cantonalistas a los prisioneros tomados en Orihuela. Continuó con este uso hasta 1886.
En 1888 se desarmó y 15 de agosto de 1889 se fue a pique, siendo reflotado y desguazado en Cartagena.